# Csoport (szociológia)
Az emberek társas interakcióik során csoportokba szerveződnek. Az interakció nem feltétlen személyes kontaktusban jelenik meg – interneten is alakulhatnak csoportok.
A csoportnak határozott szerkezete van, általában két vezetővel, akik közül az egyik a közös munkát irányítja, a másik egy „érzelmi felelős”. A tagok a mindenki által elfogadott csoportnormákat szem előtt tartva egy közös cél érdekében tevékenykednek. (A közös célt nem kell mindig megfogalmazni – például család.)
A csoport mindig több, mint az egyének összessége, s a csoporthoz tartozás akkor is megszabja (kisebb-nagyobb mértékben) a viselkedésünket, ha nem vagyunk együtt.
A csoport összetartó ereje függ az egyének közötti szimpátia mértékétől, a bekerülés nehézségétől, valamint attól, milyen mértékben segíti a csoport az egyént saját céljai elérésében.

## A csoport meghatározása
A szociológiában csoportnak nevezik az egyének olyan együtteseit, amelyeket bizonyos közös ismérvek jellemeznek, kötnek össze. Az egyes csoportok tárgyalásánál meg szoktak különböztetni informális (elsődleges) csoportokat (társadalmi kiscsoportok) és formális (másodlagos) csoportokat (társadalmi nagycsoportok).
Formális csoportnak nevezik azokat a csoportokat, amelyeket a szervezeti szabályok definiálnak. Ilyen például az intézmény egy-egy osztálya.
Informális csoportnak nevezzük azokat a csoportokat, amelyeket nem formális szabályok definiálnak, hanem személyes kapcsolatok, szimpátiák, közös érdekek és azok képviselete tart össze.

## A szociológiai csoportok típusai
Az elsődleges informális csoportokat mindenekelőtt az jellemzi, hogy spontán jönnek létre, és olyan kis taglétszámmal rendelkeznek, hogy minden csoporttag számára adott a szemtől szembeni kapcsolat lehetősége mindenki mással. Ezeknek a kapcsolatoknak a kialakulásában különösen nagy szerepük van az érzelmi tényezőknek. A csoport szerkezete, működésének módja határozza meg, hogy egy adott közösséget formálisnak vagy informálisnak tekintünk-e. Az elsődleges csoportok struktúrája általában nincs formalizáltan is kialakítva, szabályozva, kívülről megfogalmazva és megerősítve. Az elsődleges informális csoportokkal szemben állnak a másodlagos formális csoportok, amelyeknek létesülése többnyire a csoporton kívüli tényezőktől, külső akaratelhatározástól függ. Ilyenek például a különféle szervezetek, intézmények. Mivel azonban a formalizált vagy intézményesült struktúrával rendelkező másodlagos csoportokban is kialakulnak a nem formalizált kapcsolatok, ezeken a csoportokon belül is megfigyelhető az elsődleges informális csoportok létrejötte.
Kiscsoportnak nevezzük azokat a csoportokat, amelyek tagjai olyan kis létszámúak, hogy egymást személyesen ismerhetik és egymással többé-kevésbé szoros kapcsolatban lehetnek.
A társadalmi kiscsoport főbb jellemzői a következők: 1. a csoport két vagy több személyből áll, 2. a tagok egy vagy több közös tulajdonsággal rendelkeznek, 3. akik önmagukat minden más csoporttól megkülönböztető önálló egységként kezelik, 4. a tagokban bizonyos célok és érdekek közös megvalósításának tudata él, 5. a tagok kapcsolatban állnak egymással, 6. a célok megvalósítására együttesen törekednek, 7. az együttműködés során szabályok alakulnak ki a csoportban, amelyek minden egyes tagra és a csoportra vonatkozóan is meghatározzák a kötelezettségeket, jogokat, cselekvési formákat.
A társadalmi nagycsoportot az alábbi főbb tulajdonságok jellemzik: 1. tagjaik egy vagy több közös ismérvvel rendelkeznek, 2. van úgynevezett „mi” tudatuk, 3. önálló arculatuk van, többé-kevésbé meghatározott célokkal, 4. az össztársadalom önálló egységeként számba vehetők, 5. tagjai között nincs feltétlenül személyes kapcsolat, 6. céljaik a történeti fejlődés során változnak.
A társadalmi csoportokat a tagok szabadságának érvényesülése alapján két nagyobb típusba sorolhatjuk: léteznek nyitott és zárt csoportok (számolva természetesen azzal, hogy a valóságban többnyire csak a kettő közötti átmeneteket fogunk találni). A zárt csoportokra jellemző, hogy tagjaiknak a csoportba való be- és kikerülése nem az egyénen múlik (azaz esetükben tulajdonképpen kényszerközösségről beszélhetünk), míg a nyitott csoportok az egyének szabad akaratából jönnek létre. Rendkívül fontos, hogy a nyitott csoport (például egy sportoló csoport vagy egy barkácsszakkör) az egyén életidejének csak egy részét köti le, míg a zárt csoportokban – amíg az egyén az adott csoport tagja – teljes életidejét a csoportban tölti.
A zárt csoportok legtisztább típusai mindig valamilyen zárt szerve-zeten belül figyelhetők meg. A zárt intézmények archetípusai a totális intézmények, karcerszervezetek. Az ilyen szervezetek az embereket hosszú időre fizikailag is elszigetelik a külvilágtól, és emellett maximális felügyeletet gyakorolnak lakóik mindennapi tevékenységei felett. A zárt intézmények tipikus példája a börtön, az elmegyógyintézet, a katonaság vagy a bentlakásos iskola.
A zárt szervezet az autonómia nagy fokú korlátozásával az egyént arra kényszeríti, hogy egy csoport tagja legyen. Ebből adódik, hogy – bár a zárt szervezetek tipológiai szempontból másodlagos formális csoportok – mégis jellemző, sőt törvényszerű, hogy kereteiken belül elsődleges informális csoportok jönnek létre. Ennek következtében az egyes zárt csoportok tagjai két szintű, két normájú (hivatalos és csoporton belüli, azaz formális és informális normát követő) közösség tagjaiként élnek.